# Ramón Sarro
Ramón Sarró Burbano (Barcelona, 1900-ibíd., 17 de mayo de 1993) fue un psiquiatra español.

## Biografía
Hijo de un médico barcelonés, fue discípulo directo de Sigmund Freud en Viena, donde inició un análisis didáctico de 1925 a 1927 con Helen Deutsch, que abandonó, siendo sin embargo autorizado a tratar pacientes y admitido en la sociedad psicoanalítica internacional, aunque afirmó luego que no quería ser recordado como discípulo de Sigmund Freud, sino como 'parricida'. Asistió en casa de S Freud a una memorable sesión, tras la presentación del libro: 'Inhibición, síntoma, y angustia', a cargo de Robert Walder, donde hubo una primera polémica entre Sigmund Freud y Wilhelm Reich.
Trabajó como psiquiatra de plantilla en diversas instituciones hospitalarias catalanas, como el sanatorio psiquiátrico masculino de sant Boi (1932-36), el instituto mental de la Santa Creu (1936-1952), como cabeza del dispensario central de higiene mental y toxicomanías de Barcelona (1949-1970). En 1931 leyó una tesis para el grado de 'Doctus': 'La psicología de la esquizofrenia. Pensamiento pre-simbólico y existencia mítica en la esquizofrenia', tema, el de los sistemas delirantes, en que continuaría con abundantes e interesantes trabajos. 
Fue designado en 1933 adjunto de la cátedra de psiquiatría de la primera universidad autónoma de Barcelona, cuyo titular era don Emilio Mira y López, cargo que ejerció hasta 1938, y en 1950 obtuvo la cátedra de psiquiatría de la facultad de medicina de la universidad de Barcelona, donde se jubiló en 1971, le sucedió don Carlos Ballús. 
Presidió en 1979 el Primer congreso internacional de Historia de la Medicina Catalana, y en 1987 le otorgaron la Cruz de sant Jordi de la Generalitat de Catalunya. 
Mantuvo una activa correspondencia con otros profesionales españoles de la psiquiatría, como: Francisco Alonso-Fernández, Juan José López Ibor, Gregorio Marañón, José Luis Mediavilla; franceses: Henri Ey, Jacques Lacan, André le Gall, Yves Pellicier; alemanes: Ludwig Binswanger, Hubertus Tellenbach; y de otros países europeos y americanos: Jakob Levy Moreno, José Guillermo O. Dick, Grete Bibring. Tuvo un papel fundamental en la: 'Revista de Psiquiatría y Psicología Médicas de Europa y América Latinas', y es autor de numerosas publicaciones, libros, artículos, y presentaciones en congresos. El psiquiatra marxista Carlos Castilla del Pino le criticó en alguna obra. ('Pretérito imperfecto', Barcelona, 1997, pag. 379). Legó toda su Biblioteca y documentos personales a la Biblioteca de Catalunya.